# Fluen
Fluen (Deens voor De vlieg) is een compositie van Niels Gade. Het is een toonzetting van het gelijknamige gedicht van Julius Christian Gerson. De beginregel luidt Fluen flyver om Lysets Skin; De vlieg vliegt op het licht af.
Opvallend is dat de dichter ligt begraven bij Holmens Kirke, de kerk waar Gade organist was.